# Sclerostephane
Sclerostephane é um género botânico pertencente à família Asteraceae..